# Медзанего
Медза́него, Меццанего (итал. Mezzanego) — коммуна в Италии, располагается в регионе Лигурия, в провинции Генуя.
Население составляет 1545 человек (2008 г.), плотность населения составляет 54 чел./км². Занимает площадь 29 км². Почтовый индекс — 16046. Телефонный код — 0185.
Покровителем населённого пункта считается святой san Rocco.

## Демография
Динамика населения:

## Администрация коммуны
- Официальный сайт: http://www.comunemezzanego.it/